# Monasterio de São Bento (São Paulo)

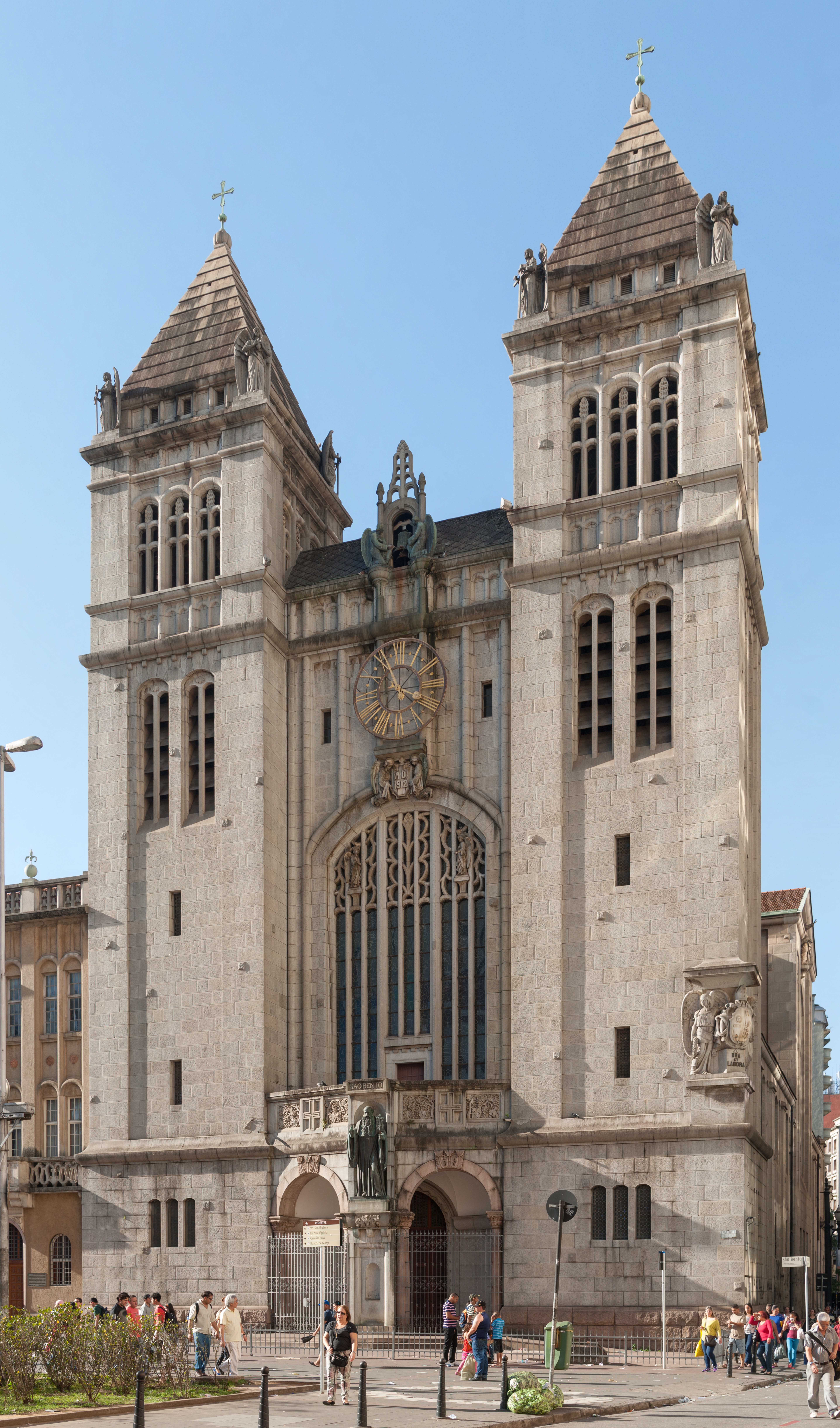
Vista de la fachada de la basílica

El Monasterio de São Bento (en portugués: Mosteiro de São Bento) es un monasterio con más de 300 años, ubicado en el Centro Histórico de la ciudad brasileña de São Paulo.
Fue fundado por los primeros monjes benedictinos que llegaron a la ciudad en 1598. El actual edificio fue construido entre 1910 y 1922.